# Neospondylis mexicanus
Neospondylis mexicanus es una especie de escarabajo del género Neospondylis, familia Cerambycidae. Fue descrita por Bates en 1879. Se encuentra en México.